# Henry De la Beche
Sir Henry Thomas De la Beche (10 février 1796 - 13 avril 1855) est un géologue et planteur esclavagiste britannique.

## Biographie

### Famille de militaires et planteurs
Son père Thomas Beach, devenu De la Beche, est officier dans l'armée, et également propriétaire de deux plantations sucrières en Jamaïque sur lesquelles, en 1809, travaillent 291 esclaves. Se destinant à suivre aussi une carrière militaire, Henry De la Beche entre à 14 ans collège militaire de Great Marlow. Toutefois, accusé d'encourager « un esprit dangereux de jacobinisme » parmi les autres cadets, il en est chassé en 1811.
L'année suivante, il s'installe avec sa mère à Lyme Regis, station balnéaire à la mode, où Il y rencontre des personnes qui encouragent son intérêt pour la géologie. Parmi elles se trouve Mary Anning, dont l'entreprise familiale vend des fossiles aux touristes.

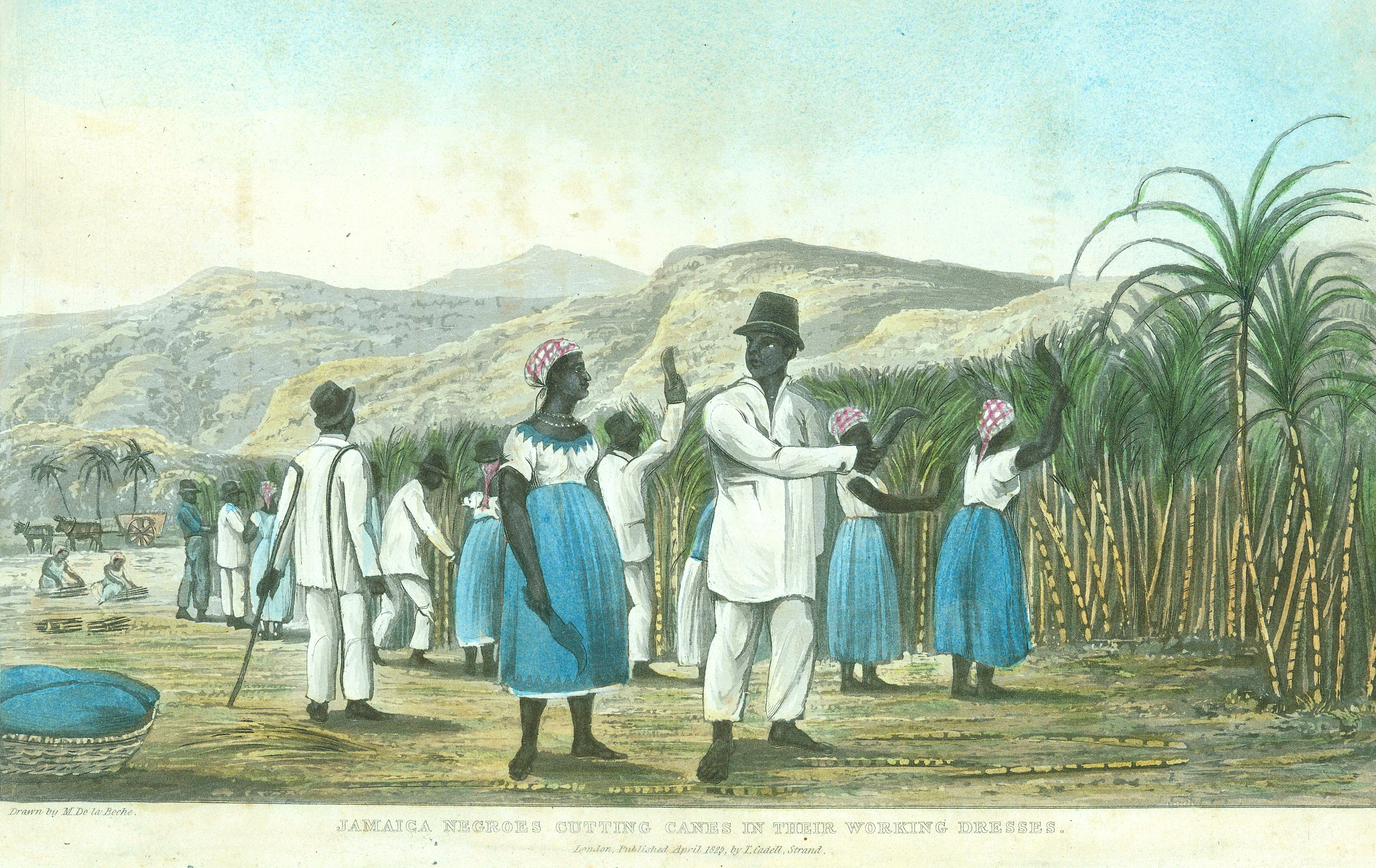
Représentation idéalisée du travail des esclaves, réalisée par Henry de la Beche en 1825.

En 1817, quand de la Beche atteint sa majorité, il hérite de la plantation paternelle et de ses esclaves. Cependant, la chute des revenus due aux fréquentes révoltes d'esclaves dans la colonie de Jamaïque, l'amène à s'y rendre entre 1823 et 1824. À son retour, il publie en 1825 une brochure intitulée Notes on the Present Condition of the Negroes. Il y souligne sa prétendue bienveillance envers les esclaves et plaide pour une amélioration des conditions de travail. En revanche, il s'oppose à l'abolition.
À la suite de la grande révolte d'esclaves de 1831-1832, le gouvernement britannique décide d'abolir l'esclavage dans les Antilles britanniques en 1833. Des compensations sont versées, non pas aux esclaves, mais aux propriétaires de plantations. Toutefois, De la Beche ayant hypothéqué ses propriétés, l'argent va à la famille Hibbert.

### Carrière dans la géologie
En 1817, à l'âge de 21 ans, il entre à la Geological Society of London dont il est un des membres les plus actifs jusqu'à la fin de sa vie. Il en est président en 1848 et 1849. Il visite de nombreuses localités intéressantes d'un point de vue géologique, non seulement au Royaume-Uni mais aussi sur le continent, en France et en Suisse. De retour au Royaume-Uni, il commence une étude détaillée des roches de Cornouailles et du Devon. Ses contacts avec la communauté minière lui donnent l'idée que la nation doit compiler une carte géologique du Royaume-Uni et collecter et préserver des échantillons pour illustrer et aider les futurs développements de cette industrie. Également versé dans la paléontologie, il dessine en 1830 Duria Antiquior, la première représentation picturale d'une scène de vie des temps primitifs reconstituée à partir de fossiles.
Le gouvernement l'engage pour participer à l'Ordnance Survey (OS), l'équivalent britannique de l'IGN, initiateur du levé géologique de Grande-Bretagne qui est officiellement reconnu en 1835, date où de La Beche devient son directeur. De plus en plus d'échantillons arrivent à Londres et l'immeuble de Craigs Court, qui abrite le tout nouveau Museum of Economic Geology, devient trop petit. De La Beche en appelle aux autorités pour fournir une structure plus grande et pour élargir le champ d'action de l'établissement scientifique qu'il préside. Le Parlement vote la construction d'un muséum dans Jermyn Street et l'organisation d'un groupe de professeurs et la construction de laboratoires. Le nouveau bâtiment combine le levé géologique, le musée de géologie pratique, l'école royale des mines et le bureau d'enregistrement des concessions. Il est ouvert en 1851.
Il est élu membre de la Royal Society en 1819 et fait chevalier en 1848. En 1855 il reçoit la médaille Wollaston.

## Publications
De La Beche publie de nombreux mémoires sur la géologie britannique dans les Transactions of the Geological Society of London et dans les Memoirs of the Geological Survey, notamment :
- Sur les environs de la Spezia, Paris, F.G. Levrault, 1833 (lire en ligne)
- Report on the Geology of Cornwall, Devon and West Somerset (1839)
- A Geological Manual (1831)[5];
- Researches in Theoretical Geology (1834), où il énonce un traitement philosophique des questions de géologie très en avance pour son temps[6] ;
- How to Observe Geology (1835 et 1836), qu'il reprend et élargit dans The Geological Observer (1851, seconde édition 1853)[7] ;
- Coupes et vues pour servir à l'explication des phénomènes géologiques, trad. H. de Collegno, Paris, Pitois-Levrault, 1839 [lire en ligne].

## Référence
(en) « Henry De la Beche », dans Encyclopædia Britannica , 1911 (lire sur Wikisource).